# NGC 3715
NGC 3715 (другие обозначения — MCG -2-29-41, IRAS11290-1357, PGC 35540) — спиральная галактика в созвездии Чаши. Открыта Уильямом Гершелем в 1786 году.
В излучении галактики присутствуе линия Brγ, а линия H2 не регистрируется. Рекомбинационная линия (Brγ) в спектре указывает на наличие в галактике молодых ионизирующих звезд, а отсутствие ударных волн от взрыва сверхновых показывает, что популяция звезд ещё не состарилась до момента, когда сверхновые начинают создавать такие волны. Это дает оценку возраста галактики в 3.5 миллиарда лет.
Этот объект входит в число перечисленных в оригинальной редакции «Нового общего каталога».